# SN 2007E
SN 2007E – supernowa typu Ia odkryta 10 stycznia 2007 roku w galaktyce NGC 921. W momencie odkrycia miała maksymalną jasność 15,90m.